# Bursa Malaysia
La Bursa Malaysia (KLSE) è la principale borsa valori della Malaysia ed ha sede nella capitale Kuala Lumpur; è una delle borse più grandi dell'ASEAN. ed era precedentemente nota come Kuala Lumpur Stock Exchange (KLSE). Fornisce un'integrazione completa delle transazioni, offrendo un'ampia gamma di servizi di cambio valuta e servizi correlati, tra cui servizi di trading, regolamento, compensazione e risparmio.
Insieme alla Securities Commission of Malaysia, la borsa regola il mercato dei capitali in Malaysia e attraverso le sue strutture, gestisce e mantiene l'ordine nel commercio di azioni, obbligazioni e derivati.